# György Orth
Pour les articles homonymes, voir Orth.
György Orth Wirth ou György Faludi était un footballeur et plus tard entraîneur hongrois, né le 30 avril 1901 à Budapest en Hongrie, et mort à Porto au Portugal le 11 janvier 1962.

## Biographie
Né à Budapest en 1901, à l'époque de l'empire d'Autriche-Hongrie, György Orth joue durant sa carrière au Vasas SC en 1915, avant de partir pour l'Italie et le Pise Calcio en 1916. Il retourne ensuite dans la capitale hongroise, au MTK Budapest, où il marque un nombre considérable de buts, et joue avec la Hongrie de 1917 à 1927.
Il reste dans le club de Budapest une première fois entre 1916 et 1923, puis une seconde fois en 1924 et 1927, avec une période entre 1923 et 1924 où il part en Autriche au First Vienna FC 1894.
Il part en France pour finir sa carrière à l'Olympique de Marseille entre 1927 et 1929.

## Palmarès

### Joueur
- Championnat de Hongrie (8) :
  - vainqueur: 1918, 1919, 1920, 1921, 1922, 1923, 1924, 1925

- Coupe de Hongrie (1) :
  - vainqueur : 1923

- Divers autres trophées hongrois (3)

### Individuel
Meilleur buteur du championnat de Hongrie :
- 1919/20 MTK Budapest - 28 buts
- 1920/21 MTK Budapest - 21 buts
- 1921/22 MTK Budapest - 26 buts